# Aparecida do Rio Doce
Pour les articles homonymes, voir Aparecida.
Aparecida do Rio Doce est une municipalité brésilienne de l'État de Goiás et la microrégion du Sud-Ouest de Goiás.